# Brasserie Grain d'Orge (Ronchin)
Brasserie Grain d'Orge is een voormalige Franse brouwerij in Ronchin (Noorderdepartement). Ze werd opgericht in 1898.

## Geschiedenis
In 1898 stond Henri Vandamme aan het hoofd van een van de vijf artisanale brouwerijen in Ronchin. Samen met Pierre Hovelaque richtte hij in 1899 Brasserie Vandamme op en de productie werd opgestart in juni. In 1927 werd de brouwerij omgedoopt tot Brasserie Jeanne d'Arc. In 2001 werd de brouwerij opgekocht door Brasserie de Gayant, gevestigd in Douai, en in juni 2002 omgedoopt tot Brasserie Grain d'Orge. De brouwerij kocht het biermerk Septante 5 en zijn recept van Brasserie Terken (Roubaix) toen deze in 2004 failliet ging.
De bierproductie in Ronchin werd in 2005 stopgezet en de site werd verder enkel gebruikt voor logistiek. De productie wordt vervolgens overgebracht naar brouwerij Gayant. De gebouwen van de brouwerij werden gesloopt in 2005 en in 2012 werd gestart met een verkaveling en de bouw van 125 wooneenheden.

## Bieren
- Secret des Moines
- Grain d'Orge
- Gold Triumph
- Ambrée des Flandres
- Belzebuth
- Orpal
- La Septante 5